# فرانکو سوپرچی

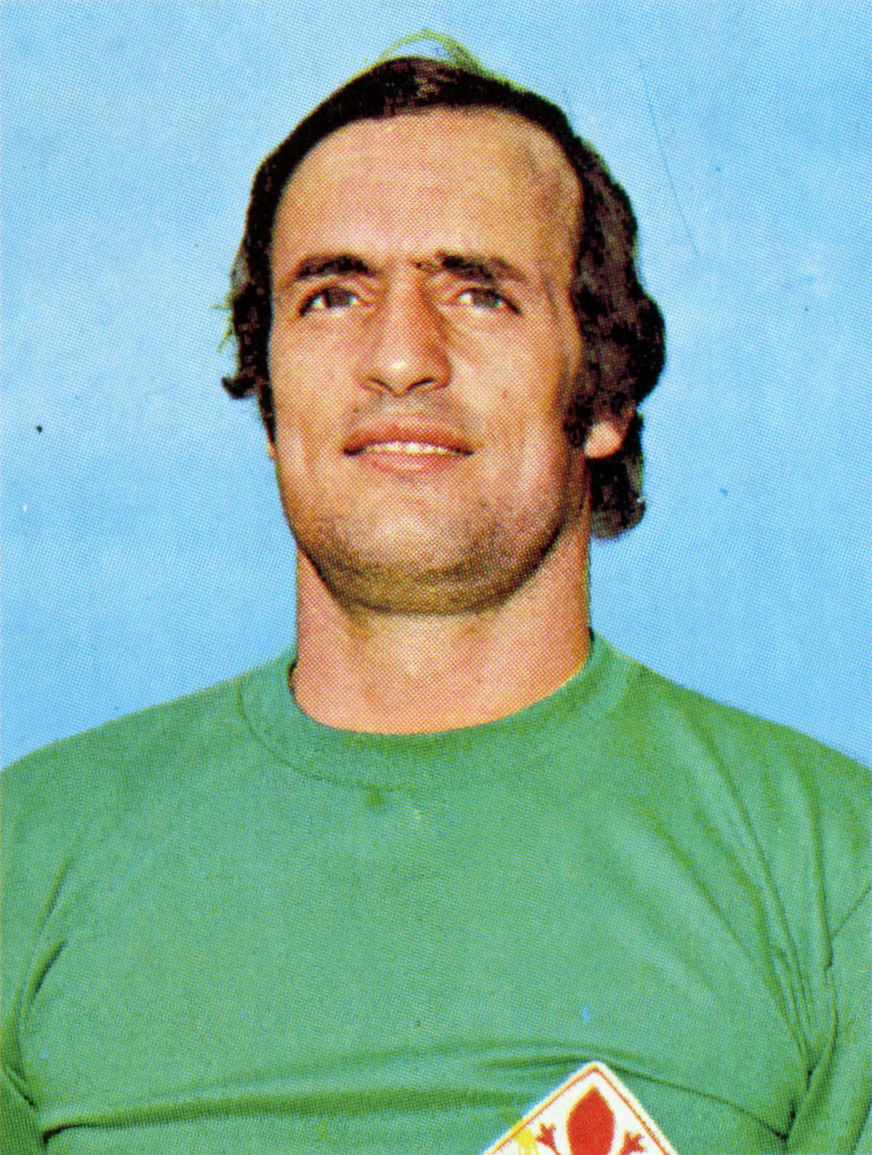
فرانکو سوپرچی - فصل ۱۹۷۳/۷۴

فرانکو سوپرچی (انگلیسی: Franco Superchi؛ زادهٔ ۱ سپتامبر ۱۹۴۴) بازیکن فوتبال اهل ایتالیا است.
از باشگاه‌هایی که در آن بازی کرده‌است می‌توان به باشگاه فوتبال هلاس ورونا، باشگاه فوتبال آ.اس. رم، و باشگاه فوتبال فیورنتینا اشاره کرد.